# بوبي وانزر
بوبي وانزر (بالإنجليزية: Bobby Wanzer) مواليد 04 يونيو 1921 في بروكلين - الوفاة 23 يناير 2016، كان لاعب كرة سلة أمريكي أصبح مدرباً. بدأ مسيرته الاحترافية في سنة 1947. تم اختياره من قبل فريق سكرامنتو كينغز خلال الدرافت. بلغ طوله 6 قدم 0 بوصة (1.8 م). اعتزل اللعب في 1957. فاز بلقب دوري إن بي إيه. شارك 5 مرات في مباراة كل النجوم. دخل قاعة نايسميث التذكارية لمشاهير كرة السلة.

## روابط خارجية
- بوبي وانزر على موقع IMDb (الإنجليزية)
- بوبي وانزر على موقع إن بي أي (الإنجليزية)
- بوبي وانزر على موقع سبورتس رفرنس (الإنجليزية)
- بوبي وانزر على موقع ريلجم (الإنجليزية)
- بوبي وانزر على موقع بروبوليرز (الإنجليزية)
- بوبي وانزر على موقع قاعة المشاهير الجامعة الوطنية لكرة السلة (الإنجليزية)
- بوبي وانزر على موقع سبورتس رفرنس (الإنجليزية)
- بوبي وانزر على موقع سبورتس رفرنس (الإنجليزية)